# سازمان حيدري (شيخ موسي)
سازمان حیدري (بالإنجليزية: Sazeman-e Heydari)‏ هي منطقة سكنية تقع في إيران في قسم شیخ موسي الريفي. يقدر عدد سكانها بـ 117 نسمة .